# 赤井電機
赤井電機株式会社（あかいでんき）は、かつて存在した音響機器・映像機器メーカーである。ブランド名は、アカイ、AKAI。

## 沿革
1946年に赤井三郎によって設立。1954年に日本企業として初めてテープレコーダーの開発に成功し、オープンリールデッキやアナログカセットデッキ、VHSビデオテープデッキ等を中心とする総合AV機器メーカーに成長。海外を主な市場とし、米国ではRoberts、西欧ではTensaiのブランド名でも販売された。主要な製品としては、オープンリールデッキの1700、3000D、PRO1000、GX-365/365D、GX-77、GX-630D/630D Pro、GX-646、GX-747/747dbx、アナログカセットデッキのCS-30D、GXC-36D、GXC-502D、GX-R60、GX-R99、GX-F51、GX-F71、GX-73、GX-90、GX-F91、GX-F95、GX-R99、GX-93等があった。特にアナログカセットデッキでは世界初のオートリバースをいち早く採用し、さらにGXC-735Dには主に外出中のエアチェックに有効な機能としてリーダーテープ検出機構を備えて無録音部分をできるだけ小さくできる「クイックリバース」が採用され、他社のカセットデッキにも類似機能が搭載されることもあった。国内向けにVHSハイファイビデオデッキVS-X10(¥228,000)などの映像機器も販売した。
1980年代に入ると、CDに代表されるデジタル化が進んだが、各種アナログテープデッキを主力製品としていた赤井電機は同業のアイワ（初代法人）やナカミチ同様、デジタルオーディオへの対応が遅れた。また、VHSビデオテープデッキの販売が不振となり、経営危機に陥った。
1987年には、親会社となった三菱電機と提携してA&Dブランドのもとでオーディオ製品を製造・販売。DATレコーダーのほか、ゼネラルオーディオなどにも参入した。しかし、業況は改善されず、1992年末までにオーディオ分野から撤退。1994年には山水電気とともに香港のセミ・テック・グループの傘下に入ったが、2000年に民事再生法の適用を申請して経営破綻した。後に山水電気、ナカミチとともに香港のグランデ・グループに入り、一般向けのAV機器の他、浄水器、白物家電などの製造・販売を行っている。
なお、かつて大田区にあった赤井本社ビルは1997年に43億円で売却され、ゲームメーカー・セガの本社ビル3号館となっていたが、建築基準法に基づく新耐震基準に準拠してない事と東日本大震災の影響により2012年に退去した後、翌年に解体され2016年にニトリ大田大鳥居店となった。

### 参照
1. ↑  “AKAI”.   AKAI Global. 2024年7月1日閲覧。
2. ↑  “AKAI”.   RKW Ltd. 2024年7月1日閲覧。
3. ↑  “AKAI”.   AKAI India. 2024年7月1日閲覧。